# 사이마고리무늬물범
사이마고리무늬물범(학명: Pusa hispida saimensis 푸사 히스피다 사이멘시스[*])은 고리무늬물범의 한 아종이다. 전세계에서 가장 심각한 멸종위기에 처한 물범류로, 총 개체수가 400여 마리에 불과하다. 핀란드의 사이마호에 서식하며, 9,500년 전부터 빙하기 종료로 인한 대륙융기로 다른 고리무늬물범들과는 격리되어 분화했다. 라도가고리무늬물범, 바이칼물범과 함께 몇 안되는 민물 물범 종이다.